# Teresa Calafell
Teresa Calafell Carrasco (1943 - Barcelona, 24 de noviembre de 2000) fue una titiritera, actriz, diseñadora de vestuario, escenógrafa, dramaturga y directora escénica española.
Hija de padres sordomudos, desarrolló desde joven una gran habilidad de comunicación con las manos y el gesto. En octubre de 1967 - profesionalmente en agosto de 1968 - fundó el Teatro de la Claca, junto con Joan Baixas. La compañía realizó e interpretó casi treinta espectáculos, algunos en colaboración con artistas de otras disciplinas como «Mori el Merma», con el pintor Joan Miró, «Peixos abissals» con Antonio Saura, Antoni Tàpies y Eduardo Chillida, o «Laberinto» con Roberto Matta, y otras colaboraciones con artistas como Viladecans o Mariscal. La compañía tuvo una gran repercusión internacional, interpretando por ejemplo en el Centro Pompidou de París o en la Sydney Opera House, con su propuesta de «teatro visual» como confluencia entre las artes plásticas y escénicas. El Teatro de la Claca cesó su actividad después de veinte años, en 1988.
Durante los años 60 y 70, Teresa Calafell formó parte del teatro independiente, vertiente del teatro catalán y español claramente posicionada contra el franquismo y atraída por las nuevas vanguardias teatrales europeas. Colaboró también con otras compañías como Els Joglars y La Cubana.
Empezó como titiritera y fue ampliando su área de trabajo a la escenografía, interpretación, dramaturgia física y dirección escénica. Colaboró a menudo con Glòria Rognoni, que antes había sido miembro de la compañía Els Joglars, por ejemplo a la inauguración oficial de los Juegos Paralímpicos de Barcelona y a los montajes Delire (1987), La guinda (1998) o Un día, una vida (2000), interpretada por personas con diferentes discapacitados. Fue responsable del programa infantil TV Teresa, que se emitía a TV3 y protagonizó la película Manos, de Frederic Amat.
Recibe su nombre la sala pequeña del Teatro Gaudí de Barcelona.

## Espectáculos
Espectáculos en los cuales participa como miembro activo de la compañía de teatro La Claca:
- A tot arreu se'n fan de bolets, quan plou (En todas partes se hacen setas, cuando llueve, 1968). Versión libre de "El círculo de tiza" (Bertolt Brecht) de Xavier Romeu, con música de J. M. Martí. Espectáculo para adultos con títeres de guante y actores.
- Les Aventures de Pinotxo (Las Aventuras de Pinocho, 1968). Versión libre de la obra de Carlo Collodi.
- N'Espardenyeta (La 1969). Fábula mallorquina, dramaturgia de Jaume Vidal Alcover. Espectáculo para niños con títeres de guante. Estrenado el 1969 en el Teatro Romea.
- No diguis molt bé del ruc fins que el tinguis conegut (No digas muy bien del burro hasta que lo tengas conocido, 1970). Ópera bufa de improvisación multitudinaria. Texto y montaje con F. Bofill.
- El conte de les aïgues (El cuento de las aguas, 1970). Obra de Joan Baixas sin texto, inspirada en una leyenda de los nativos americanos Pueblo. Espectáculo para niños con una técnica especial de títeres-objeto.
- Breu record de Tirant lo Blanc (Breve recuerdo de Tirant lo Blanc, 1971). Adaptación de Maria Aurèlia Capmany con música de Clausells-Casals. Espectáculo para niños con títeres de varilla.
- Calaix de sastre (Cajón de sastre, 1971). Espectáculo para adultos con una técnica especial de títeres-objeto conformado de los números: No me gustan los muñecos, Las Botas, La Navaja, La Pelota, El Payaso, Pintura, Strip-tease, Caja de Sorpresas, etc.
- Els tres plets de Pasqua Granada (Los tres pleitos de Pascua Granada, 1972). Adaptación de la obra de Enric Valor.
- El porc, l'Ovella i el Corb (El Cerdo, la Oveja y el Cuervo, 1972). Varios textos de Francesc Eixeminis.
- La serp del riu, el tigre de la selva (La serpiente del río, el tigre de la selva, 1972). Adaptación del argumento de una ópera china. Xupinel·lilaca (1972).Colaboración con Dani Freixas.
- En Martinet y la Pepeta (1972). Textos de Punch and Judy de Polichinelle y Karaguez traducidos por Xavier Romeu.
- Malaltia misteriosa (Dolencia misteriosa, 1973). Textos de Punch and Judy de Polichinelle y Karaguez traducidos por Xavier Romeu.
- L'or (El oro, 1973). Adaptación de la obra de Blaise Cendrars.
- La flor romanial (1974). Adaptación de la versión de Antoni Maria Alcover por parte de Joan Baixas. Espectáculo para niños con títeres de guante.
- El drac del Castell dels Moros (El dragón del Castillo de los Moros, 1974). Texto de Joan Baixas. Espectáculo para niños con títeres-objeto.
- Nyaps, davant d'un mirall (Chapuzas, ante un espejo, 1975). Obra de Joan Baixas sin texto, con los números: Teiatru, Manipulaciones encima de una tabla, Sopladas al fuego (homenaje a Antoni Tàpies), Pájaro de paso (homenaje a Saul Steinberg), etc. Espectáculo para adultos con marionetas de hilo, fue estrenado en el Palau de la Música Catalana durante el III Festival Internacional de Títeres de Barcelona.
- En Pere sense por (Juan sin miedo, 1975). Representado también con el nombre de Pere poca por, Juan sin miedo o Peter without fear. Espectáculo popular para niños y adultos, se representa al aire libre con gigantes y capgrossos.
- Quadres d'una exposició (Cuadros de una exposición, 1976). Obra de Joan Baixas sobre música de Modest Músorgski. Espectáculo para niños con sombras chinas.
- Mori el Merma (Muera el Merma, 1978). Adaptación de Ubu roi (Alfred Jarry) de Joan Baixas y la compañía. Los muñecos utilizados - de gran formato - fueron construidos por La Claca siguiendo las instrucciones de Joan Miró, quienes después los pintó en una sesión especial. Espectáculo con gigantes y capgrossos.
- Peixos abissals (Peces abismales, 1980-1983). Trilogía de espectáculos basada en tres fábulas: Juan del Oso, con máscaras, marionetas de hilo y decorados inspirando en Antoni Tàpies; La espada azul, basada en un cuento de Lu-Sing y en colaboración con Antonio Saura; y Mari Lamiña, basado en un proyecto de Eduardo Chillida. Antología (1981). Espectáculo popular compilación de algunos de los éxitos de la compañía, como por ejemplo Mori el Merma o Juan del Oso. Se estrenó al Riverside Studio de Londres y disfrutó de una gran trayectoria internacional.
- Les aventures d'Hèrcules a l'Atlàntida (Las aventuras de Hércules en la Atlàntida, 1983). Texto de Joan Baixas a partir de poemas de Jacint Verdaguer. Espectáculo con máscaras y títeres de guante.
- El bosc de rondalles (El bosque de fábulas, 1984). Inspirada en diferentes leyendas; programa de encuentro entre la compañía y otros artistas.
- Situacions de carrer (Situaciones de calle). Sin texto.
- El món a l'Inrevés (El mundo al revés, 1985). Obra sin texto con la colaboración de Cesc Gelabert, J. A. Amargós y Jaume Sorribas.
- Laberint o El quid de don qui? Laberint (1985). Pieza inspirada en una leyenda del mismo nombre, creada con la colaboración del artista visual Roberto Matta. La música - bajo el nombre de Don Qui au Labyrinthe - fue compuesta por el hijo del artista, Ramuntcho Matta. El Laberinto fue estrenado oficialmente en Alicante, pero hizo previas en el Centro George Pompidou de París - jornada creativa ante la exposición retrospectiva de Matta en el centro - o en Lisboa. El año 1986 se estrenó la obra El quid de don qui? Laberinto en Barcelona, en motivo de las Fiestas de la Merced.
- Un març d'ous (Un marzo de huevos, 1986). Acción: la compañía organiza un mes de actividades y vida artística en Sant Esteve de Palautordera alrededor de la carpa.
- Clacabaret: Frivolites Arrevistades (1986). Estrenada en Canet de Mar.